# Ava Max
Amanda Ava Koci (Milwaukee, Wisconsin, 1994. február 16. –), művésznevén Ava Max albán származású amerikai énekesnő-dalszerző. Miután több amerikai államban is próbálkozott zenei karrierje beindításával, 2016-ban végül leszerződött az Atlantic Records kiadóhoz, ahol 2018 augusztusában kiadta a Sweet but Psycho című dalát. A kislemez meghozta neki az áttörést jelentő sikert, miután 22 országban vált listavezetővé, köztük az Egyesült Királyságban, Németországban, Ausztriában, Svájcban, Svédországban, valamint Új-Zélandon. Míg Ausztráliában a második helyig jutott, az amerikai Billboard Hot 100-as listán a tizedik pozíciója volt a legmagasabb.
2020 márciusában Max kiadta a Kings & Queens című dalt, amely a Billboard Hot 100 listán a 13., a brit kislemezlistán pedig a 19. helyen végzett. Ezt követte a Heaven & Hell című debütáló stúdióalbumának megjelenése 2020 szeptemberében, amely a brit albumlistán a második, az amerikai Billboard 200-as listán pedig a 27. helyen szerepelt. 2020 novemberében jelent meg a My Head & My Heart című dal, amely a Billboard Hot 100-as listán a 45., a brit kislemezlistán pedig a 18. helyen végzett. Max 2023. január 27-én adta ki második stúdióalbumát Diamonds & Dancefloors címmel.

## Gyermekkora
Amanda Koci Milwaukeeban, Wisconsinban született 1994. február 16-án albán szülők második gyermekeként, akik Qeparóból és Sarandából származnak. 1991-ben szülei a kommunizmus bukása után elmenekültek Albániából, és egy évig egy párizsi templomban éltek. Párizsban egy wisconsini nővel találkoztak, akitől útlevelet kaptak, hogy az Egyesült Államokba emigrálhassanak. Gyermekkorában Max gyakran látta, hogy szülei a család megélhetéséért küzdenek, mivel egyszerre három munkát vállaltak anélkül, hogy beszéltek volna angolul. Édesanyja, Andrea képzett operaénekes volt, míg édesapja, Paul zongorázott.
Max 8 éves volt, amikor családjával Virginiába költözött, ahol számos énekversenyen részt vett, mielőtt középiskolás lett. 13 éves korában előállt az Ava középnévvel, melyet keresztnévként használt, azt állítva, hogy az Amanda nem illik hozzá. 14 éves korában Max édesanyjával együtt Los Angelesbe költözött, hogy könnyebb legyen a zenei pályán elhelyezkednie, de kiskorúsága miatt mindenhonnan elutasították. Egy évvel később Dél-Karolinába ment, ahol dalokat kezdett írni a körülötte lévő kapcsolatokról, beleértve a testvérét is. 17 évesen mégis úgy döntött, hogy visszamegy Los Angelesbe bátyjával együtt.

## Karrierje

### 2013–2017: A kezdetek
Debütáló dalát Ava művésznév alatt adta ki Take Away the Pain címmel 2013-ban, majd két évre rá, 2015-ben a kanadai Project 46 nevű dj-duó remixelte meg a dalt, és megjelentette saját változatát. Miután évekig elutasították a lemezcégek és producerek Max demófelvételeit, 2014-ben egy születésnapi partin találkozott a dalszerző Cirkuttal, és közös munkába kezdtek. Cirkut egyébként Max bátyjának egy barátja is volt egyben. 2016 júliusában megjelent az Anyone but You című dal, melyet a SoundCloudon tettek közzé először. A dalra többen felfigyeltek, így e-mailen keresztül kapcsolatba léptek a lemezkiadók az énekesnővel, és lemezszerződést ajánlottak neki. 2016-ban Max szerződést kötött az Atlantic Records kiadóval. Max elismerte, hogy a Cirkuttal való munka megváltoztatta az életét, mivel kreativitása elfojtása után fontolóra vette a zeneipar elhagyását.
Miután aláírta lemezszerződését, művésznevéhez elkezdett keresni egy vezetéknevet, és végül a Max mellett döntött. 2017 augusztusában közreműködött Le Youth Clap Your Hands című dalában.

### 2018–2021: Áttörés és aHeaven & Hell

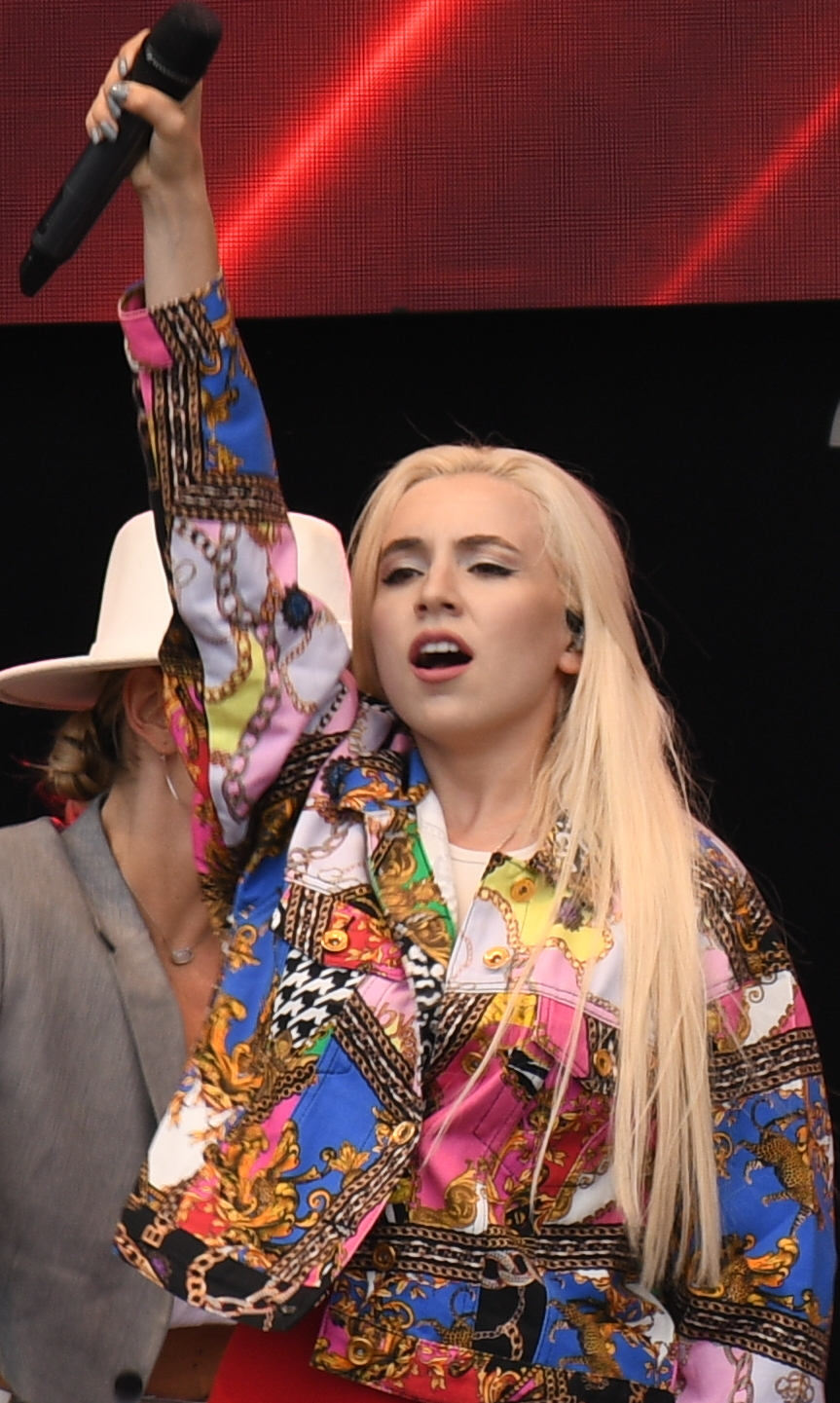
Max fellépés közben a göteborgi Rix FM fesztiválon, 2019 augusztusában

2018. április 20-án megjelent My Way című dala, amely a román Airplay 100-as listán a 38. helyig jutott, majd május 11-én a Gashi amerikai rapper közreműködésével készült Slippin című dal látott napvilágot. Vendégelőadóként júniusban Witt Lowry amerikai rapperrel közösen kiadta az Into Your Arms című dalt, majd júliusban a Salt című dal felkerült a SoundCloudra. 2018. augusztus 13-án promóciós kislemezként megjelent a Not Your Barbie Girl. Max harmadik kislemeze, a Sweet but Psycho hozta meg számára az áttörést, amely 2018. augusztus 17-én jelent meg. A dal kereskedelmi szempontból nagy sikert aratott, miután 22 országban vált listavezetővé, köztük Németországban, Ausztriában, Svájcban, Svédországban és az Egyesült Királyságban. Utóbbiban négy egymást követő héten át vezette a kislemezlistát. 2019 januárjában a dal elérte az amerikai Billboard Dance Club Songs slágerlista csúcsát, valamint belekerült a Billboard Hot 100 lista Top 10-es mezőnyébe. 2018 októberében közreműködött Vice és Jason Derulo Make Up című dalában, illetve közreműködő előadóként feltűnt David Guetta Let It Be Me című dalában, amely Guetta 7 című albumán kapott helyet.
2019 március 7-én Max megjelentette következő kislemezét, a So Am I-t, amely bekerült a legnépszerűbb tíz dal közé Lengyelországban, Norvégiában, Skóciában és Svédországban. 2019. július 3-án megjelent egy, a dalhoz készült remix változat, melyen a dél-koreai fiúcsapat, a NCT 127 is szerepel. Júliusban promóciós kislemezekként kiadták még a Blood, Sweat & Tears és a Freaking Me Out című dalokat. 2019. augusztus 7-én Max közreműködésével megjelent AJ Mitchell Slow Dance című dala, majd augusztus 19-én Max következő kislemeze, a Torn. 2019. szeptember 4-én közös kiadói megállapodást kötött a Warner Chappell Music és az Artist Publishing Group cégekkel. Halloween alkalmából 2019. október 31-én közzétette a Freaking Me Outhoz készült videóklipet. A 2019-es MTV Europe Music Awards gálán Max elnyerte A legjobb új előadónak járó díjat. 2019. november 6-án Max és Pablo Alborán duettje, a Tabú jelent meg. A korábban kiadott Salt című dalt 2019. december 12-én elérhetővé tették a digitális streaming szolgáltatók oldalain is. Max együttműködött a brit-norvég DJ és producer, Alan Walkerrel az Alone, Pt. II című dalon, amely 2019. december 27-én jelent meg. 2019. december 30-án promóciós kislemezként vált elérhetővé az On Somebody.
2020. március 12-én Max kiadta a Kings & Queens című dalt a 2020-as Heaven & Hell című debütáló stúdióalbumának ötödik kislemezeként. Közreműködőként szerepelt az On Me című country dalban is Thomas Rhett és Kane Brown mellett, amely a 2020-as Scooby! című film filmzenéjén kapott helyet. Az album következő kislemezeiként Max 2020. július 30-án megjelentette a Who’s Laughing Now, illetve 2020. szeptember 3-án az OMG What's Happening című dalokat. A Heaven & Hell 2020. szeptember 18-án jelent meg a nyolcadik, Naked című kislemezzel egy időben. Az album a második helyig jutott a brit albumlistán, illetve az amerikai Billboard 200-on a 27. pozíció volt a legjobbja. 2020 novemberében Max közreműködött a Stop Crying Your Heart Out című jótékonysági kislemezen. A dal a hetedik helyig jutott a brit kislemezlistán. 2020. november 19-én kiadta a My Head & My Heart című dalát a Heaven & Hell egyik bónuszdalaként. 2021. június 8-án megjelent az EveryTime I Cry című dal, amely az énekesnő elmondása szerint stúdióalbumának „folytatása”. 2021. szeptemberében Kylie Cantrallal közösen szerepelt R3hab és Jonas Blue Sad Boy című dalában, valamint Tiësto The Motto című dalában 2021. novemberében. Ez utóbbi több országban, köztük Ausztriában, Belgiumban, Kanadában, Németországban, Hollandiában, Kanadában, Hollandiában és Svájcban is a Top 10-be került.

### 2022–jelenːDiamonds & Dancefloors

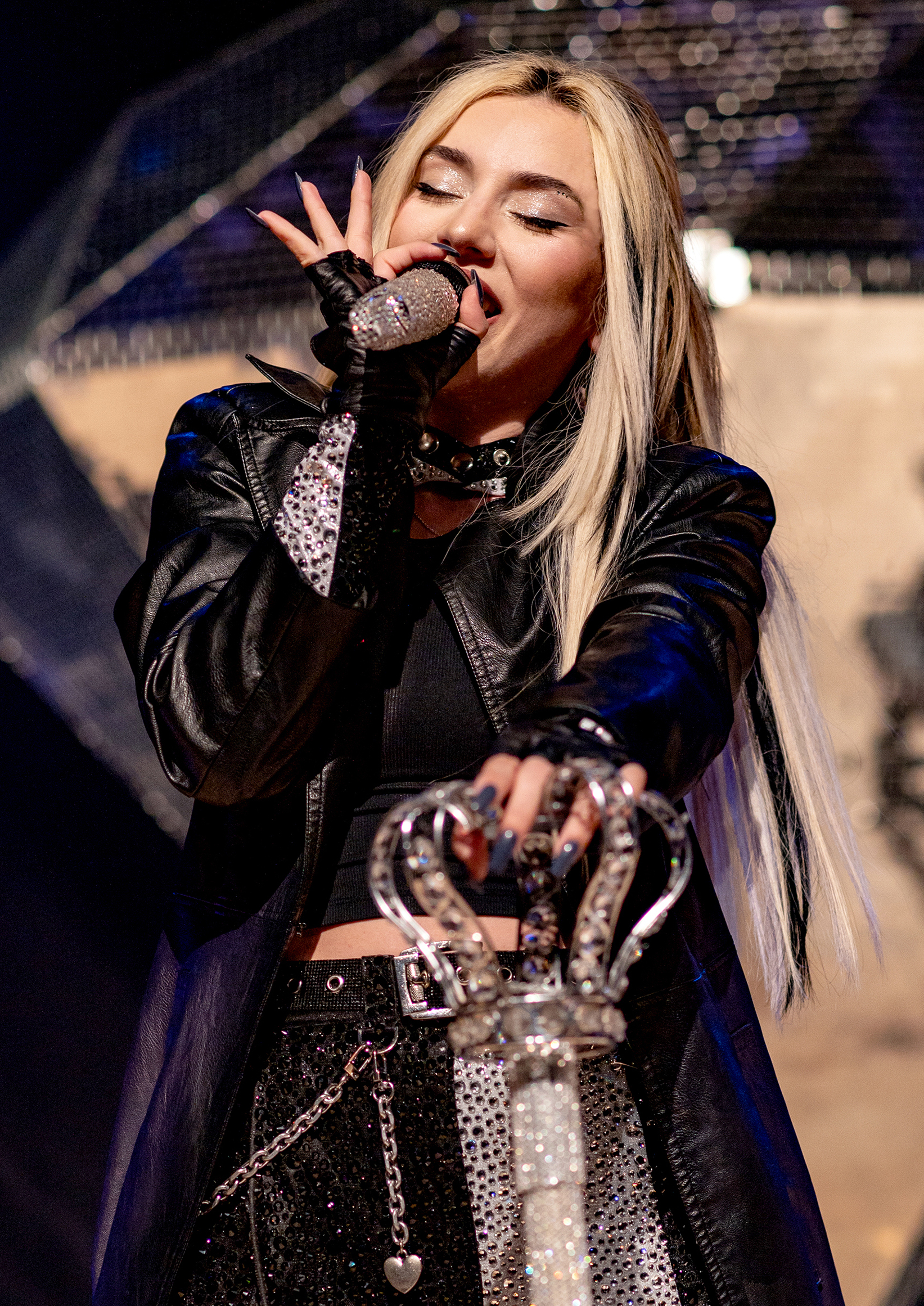
Max fellépés közben a Los Angeles-i Fonda Theatre-ben 2023 júniusában

2022 februárjában Max egy új projektre utalt azzal, hogy "Max Cut" frizuráját lecserélte cseresznyepiros, vállig érő hajra, és a közösségi média fiókjain a vörös és rózsaszín megjelenést hangsúlyozta. Amikor 2022 márciusában a Billboard Women in Music rendezvényén interjút adott, elárulta, hogy második stúdióalbumát az előző évben, egy magánéleti szempontból nehéz időszakban írta. Az album első kislemeze, a Maybe You’re the Problem 2022. április 28-án jelent meg. Max 2022. június 1-jén jelentette be második stúdióalbumát, a Diamonds & Dancefloors-t, amely a tervek szerint 2023. január 27-én jelenik meg. 2022. szeptember 1-jén kiadta a Million Dollar Baby című dalt. Az album harmadik kislemeze, a Weapons 2022. november 10-én jelent meg. 2022. november 16-án a Ubisoft Just Dance 2023 Edition című táncjátékáról kiderült, hogy a Million Dollar Baby szerepel majd a játékban, és Max maga lesz a tánc oktatója. Az album negyedik kislemeze, a Dancing’s Done 2022. december 20-án jelent meg.
2023. január 12-én Max kiadta az ötödik kislemezt One of Us címmel. 2023. március 5-én fellépett a WorldPride fesztiválon Sydneyben. Max első önálló koncertkörútja On Tour (Finally) címmel 2023 áprilisától szeptemberéig tartott és Európába, valamint Észak-Amerikába látogatott el vele. 2023. június 20-án, Los Angeles-i koncertjén egy férfi felugrott a színpadra, és megütötte Maxet, miközben a The Motto című számot adta elő. Később Max elárulta, hogy a szeménél megsérült. Együttműködött a brazil DJ Alokkal a Car Keys (Ayla) című számban, amely 2023. június 30-án jelent meg. A Choose Your Fighter című dala a 2023. július 21-én bemutatott Barbie című film soundtrackjén jelent meg. A dalt később, 2023. július 28-án a soundtrack ötödik kislemezeként küldték el az olasz rádióknak.
2024. január 19-én Max és a norvég DJ Kygo kiadta Whatever című kollaborációját, amely Norvégiában az első helyen végzett, Belgiumban, Bulgáriában, Horvátországban és Svédországban pedig a Top 10-be került. 2024. április 4-én Max önálló kislemezként kiadta a My Oh My-t. 2024. augusztus 9-én Max szerepelt a Brought the Heat Back remixén, melyet a dél-koreai Enhypen együttes készített. 2024. szeptember 19-én kiadta a Spot a Fake című számot.

## Zenei stílusa és inspirációi
Max többnyire pop, dance-pop énekesnőnek van titulálva. Olyan előadók és együttesek zenéin nőtt fel, mint Alicia Keys, Norah Jones, Celine Dion, Aretha Franklin, a Fugees, Mariah Carey, és Whitney Houston. Több olyan énekes is befolyásolta előadásmódját és művészi karrierjét, mint Beyoncé, Madonna, Gwen Stefani, Fergie, Britney Spears, Christina Aguilera, vagy Lady Gaga. Több esetben is Gaga zenei stílusához és előadásmódjához hasonlították Max-et. Elmondása szerint legnagyobb hatással Mariah Carey volt rá.

## Diszkográfia
Stúdióalbumok
- Heaven & Hell (2020)
- Diamonds & Dancefloors (2023)

## Díjak és jelölések
| Díjkiosztó | A díjkiosztás éve        | Jelölve          | Kategória                              | Eredmény | Ref(s)  |
| ---------- | ------------------------ | ---------------- | -------------------------------------- | -------- | ------- |
| 2019       | Bravo Otto               | Saját maga       | Newcomer                               | Elnyerte | [ 95 ]  |
| 2019       | BreakTudo Awards         | Saját maga       | International New Artist               | Jelölve  | [ 96 ]  |
| 2019       | Global Awards            | Saját maga       | Rising Star                            | Jelölve  | [ 97 ]  |
| 2019       | GAFFA Awards (Sweden)    | Saját maga       | Best Foreign New Act                   | Jelölve  | [ 98 ]  |
| 2019       | GAFFA Awards (Sweden)    | Sweet but Psycho | Best Foreign Song                      | Elnyerte | [ 98 ]  |
| 2019       | LOS40 Music Awards       | Sweet but Psycho | Best International Song                | Elnyerte | [ 99 ]  |
| 2019       | LOS40 Music Awards       | Saját maga       | Best International New Artist          | Jelölve  | [ 99 ]  |
| 2019       | MTV Europe Music Awards  | Saját maga       | Best New Act                           | Jelölve  | [ 100 ] |
| 2019       | MTV Europe Music Awards  | Saját maga       | Best Push Act                          | Elnyerte | [ 100 ] |
| 2019       | MTV Video Music Awards   | Saját maga       | Best New Artist                        | Jelölve  | [ 101 ] |
| 2019       | NRJ Music Awards         | Saját maga       | International Breakthrough of the Year | Jelölve  | [ 102 ] |
| 2019       | Teen Choice Awards       | Saját maga       | Choice Summer Female Artist            | Jelölve  | [ 103 ] |
| 2019       | Teen Choice Awards       | Sweet but Psycho | Choice Song: Pop                       | Jelölve  | [ 103 ] |
| 2020       | BreakTudo Awards         | Saját maga       | Artist on the Rise                     | Függőben | [ 104 ] |
| 2020       | iHeartRadio Music Awards | Saját maga       | Best New Pop Artist                    | Jelölve  | [ 105 ] |
| 2020       | MTV Video Music Awards   | Saját maga       | Push Best New Artist                   | Jelölve  | [ 106 ] |
| 2020       | Spotify Awards           | Saját maga       | Most-Streamed EDM Female Artist        | Jelölve  | [ 107 ] |

## További információ
- Hivatalos oldal
- Ava Max a Facebookon
- Ava Max az Internet Movie Database-ben (angolul)
- Ava Max a Rotten Tomatoeson (angolul)